# Macaria alternata
Macaria alternata là một loài bướm đêm trong họ Geometridae.

## Hình ảnh

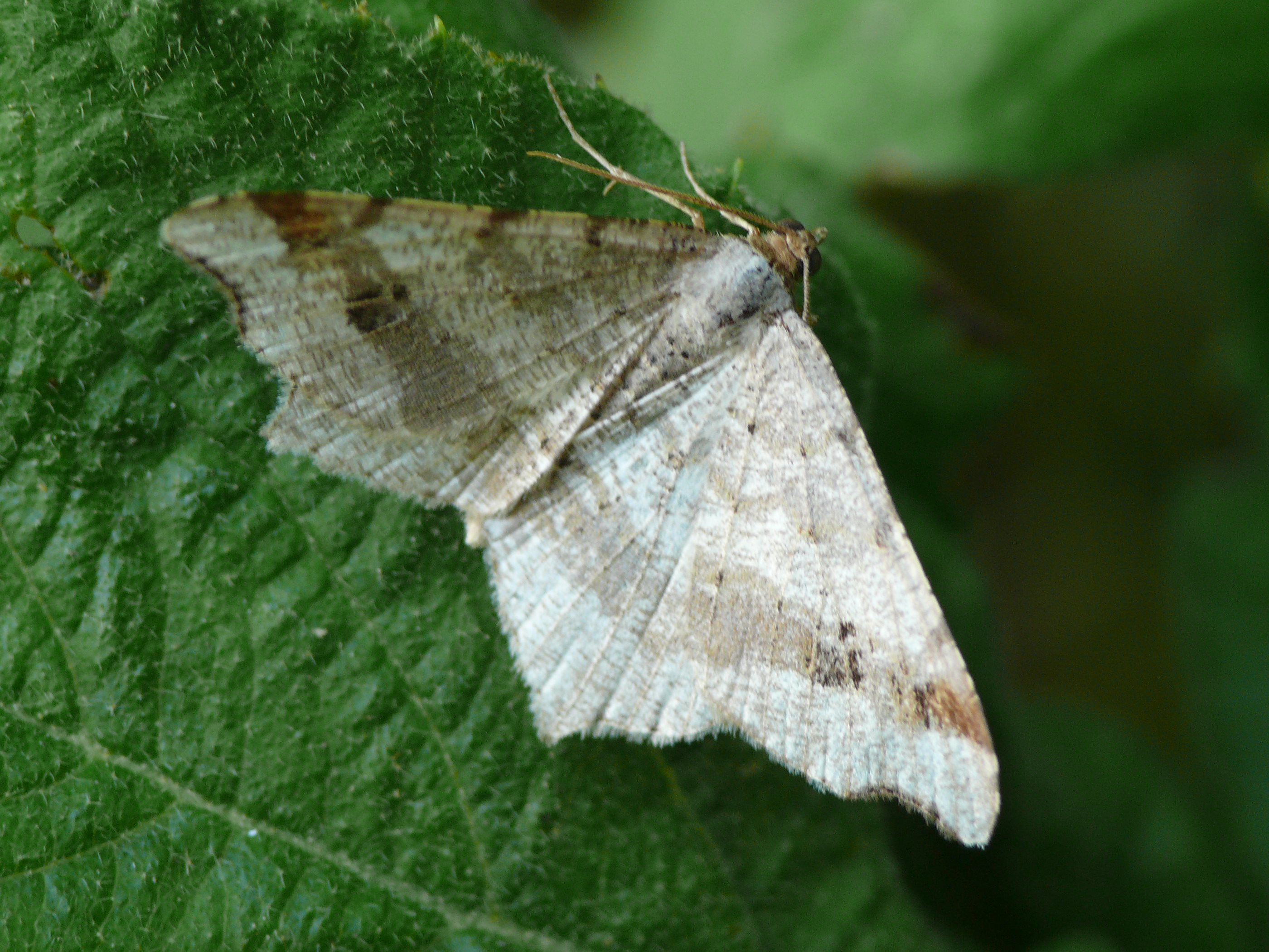
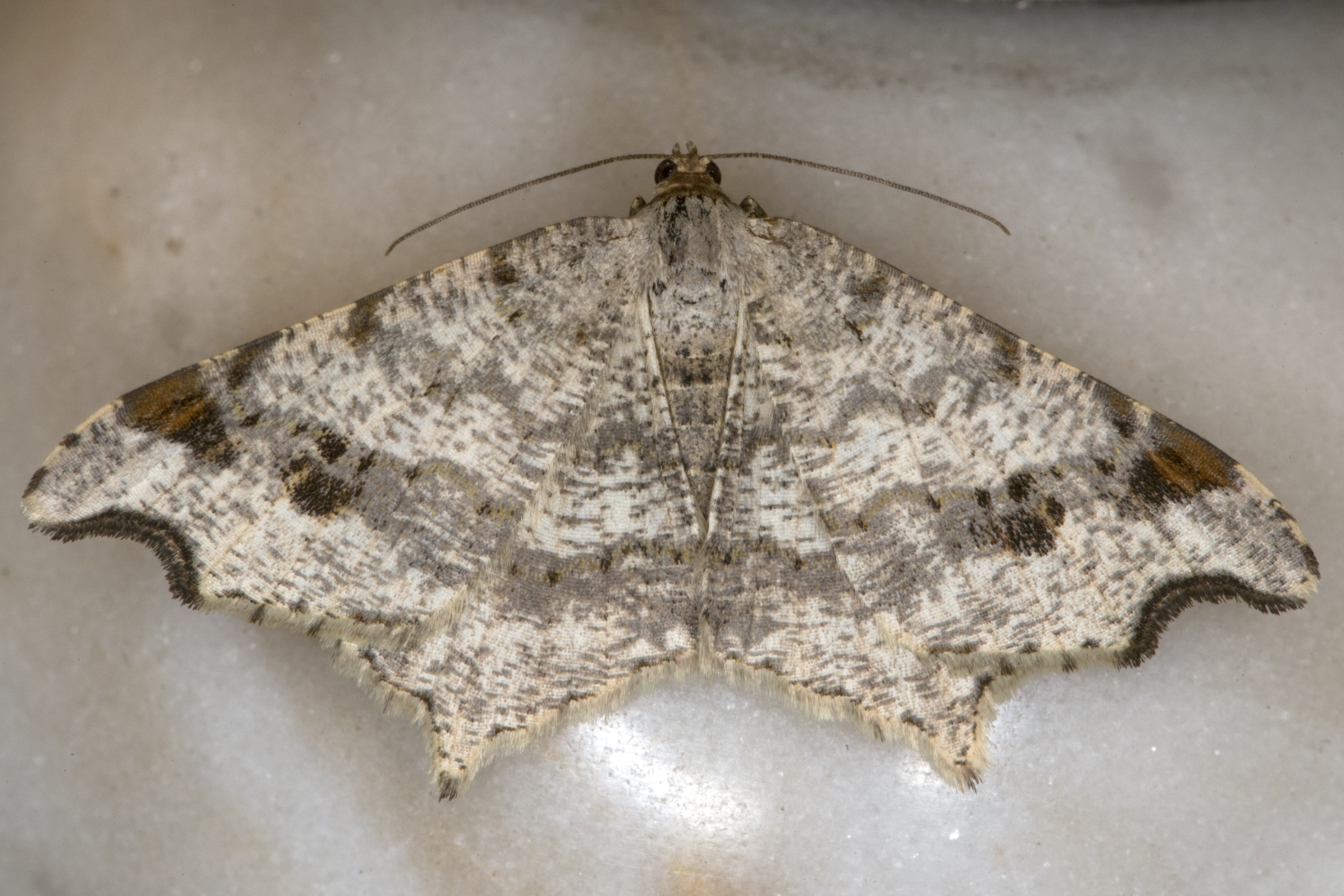
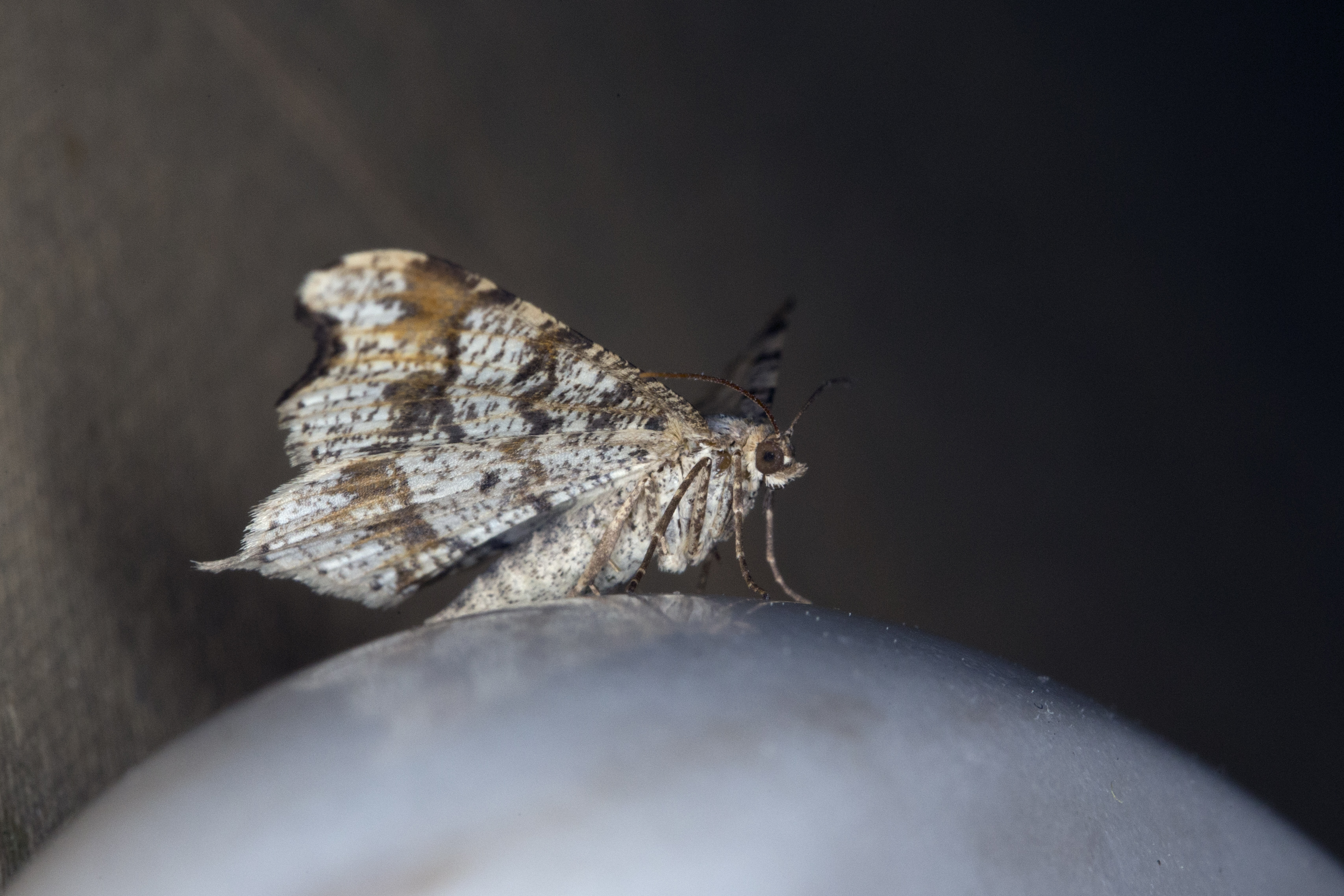
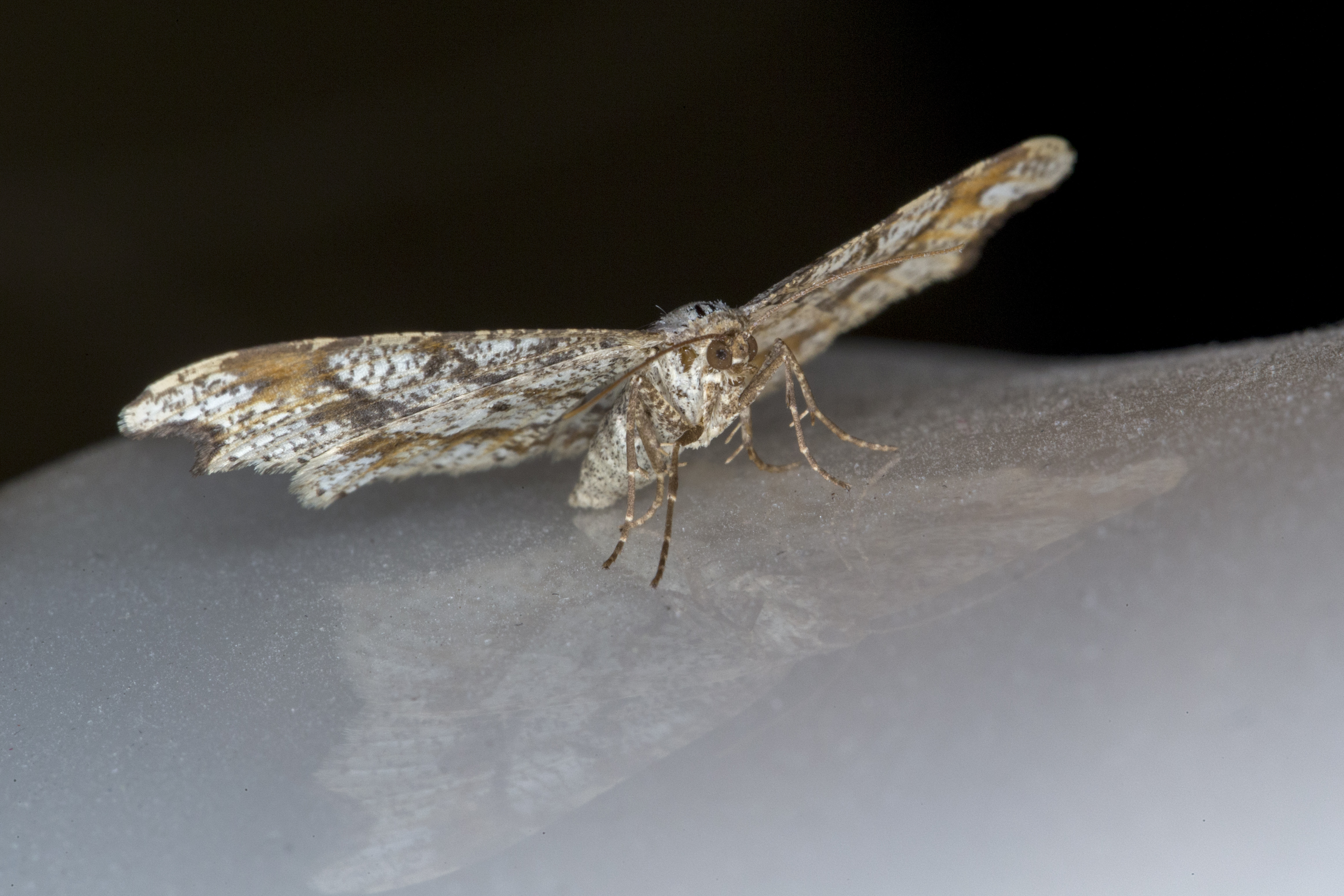